# Jüdischer Friedhof (Oberkotzau)

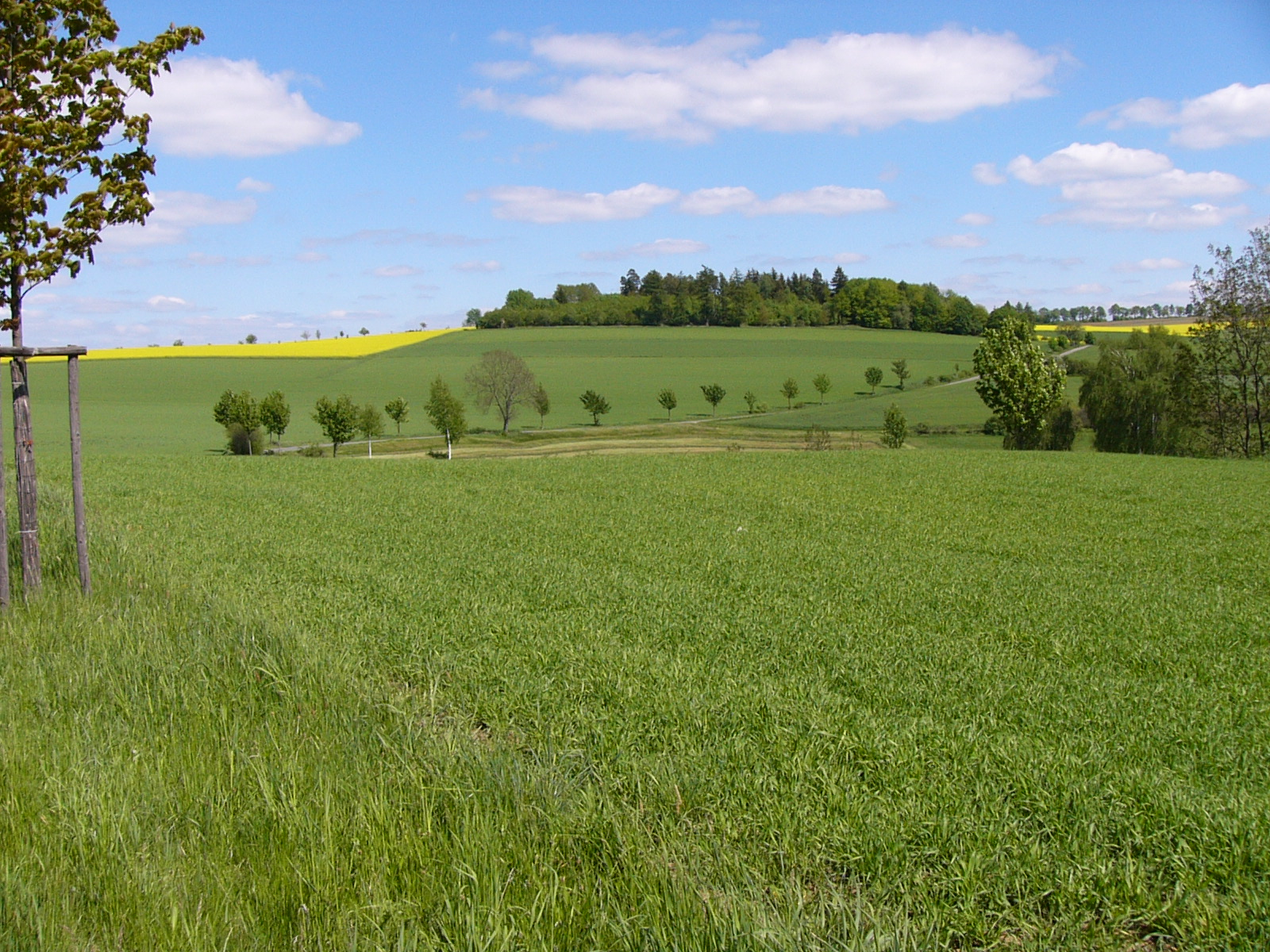
Flurname Judenbegräbnis – Hügelkuppe mit Wäldchen

Der jüdische Friedhof in Oberkotzau, einem Markt im oberfränkischen Landkreis Hof, ist eine als Flurname überlieferte ehemalige jüdische Begräbnisstätte.

## Lage
Die Flurbezeichnung Judenbegräbnis befindet sich in einiger Entfernung von Oberkotzau in Richtung Döhlau und Rehau entlang einer abzweigenden Seitenstraße nach Woja. Sie markiert eine flache Hügelkuppe, die heute von einem Wäldchen besetzt ist. Es sind keine oberirdischen Spuren einer Grabstätte mehr sichtbar. In der bisher verwendeten Literatur gibt es keine exakten Angaben über Umfang, Alter und Zeitpunkt und Umstände der Auflösung des Friedhofes. Es fehlen auch Hinweise in der Standardliteratur. Karl Dill befasst sich in seiner Arbeit über jüdische Friedhöfe in Oberfranken vor allem mit der Gestalt der noch sichtbaren Grabsteine im Sinne seiner Flurdenkmalforschung und erwähnt den Standort Oberkotzau nur in einer einleitenden Aufzählung. Israel Schwierz schließt durch das Vorhandensein einer Grabstätte auf eine mögliche Existenz einer jüdischen Gemeinde vor Ort.
Ludwig Zapf beschrieb 1885 noch sichtbare Grabhügel in der Flurbezeichnung. Nach erster Meldung der Gemeinde wurden angegrabene Hügel als inhaltsleer beschrieben. Dies veranlasste Zapf zu einer Inspektion vor Ort und er schrieb von „18 schöngerundete[n] Grabhügel[n]“. Spätere Forscher ordnen diese vermeintliche Beobachtung allerdings als noch sichtbare Überreste von Halden dem dort gelegenen kleinen Steinbruch zu. Dies würde bedeuten, dass im Jahr 1885 keine sichtbaren Spuren der Begräbnisstätte mehr vorhanden waren.

## Geschichtlicher Hintergrund
Konrad Ruprecht stellt Oberkotzau in einer frühen Entwicklungsphase des Ortes entlang wichtiger Altstraßen als Station für Reisende und Fernhändler dar. Indizien sind das Jakob-Patrozinium der Kirche und Kontakte der Familie von Kotzau zu dem Bamberger Jakobsstift. Am 5. September 1444 bestätigte Kaiser Sigismund auf dem Rittertag in Nürnberg neben den privilegierten und überlieferten Rechten der Freiung und der Hochgerichtsbarkeit auch das Marktrecht und die Erlaubnis zur Ansiedlung von Juden. Dieses Privileg wurde sonst nur größeren Städten zuteil und führte zu wirtschaftlichen Vorteilen, da Juden Geldgeschäfte tätigen und Geld gegen Zinsen ausleihen durften. Zugehörige Archivquellen dieses Zeitraums befinden sich im Staatsarchiv Bamberg. Übereinstimmungen in der Entwicklung gibt es in Aufseß mit der privilegierten Familie von Aufseß und einem bis heute dort erhalten gebliebenen jüdischen Friedhof. Urkundlich fassbar ist in Oberkotzau eine Synagoge auf dem Gelände des späteren Endelschen Brauhauses und die Nennung einer Judengasse. Das Endelsche Anwesen befand sich am Schlossberg, die Judengasse stellte eine direkte Verbindung zum Marktplatz her. Die sogenannte Lörner-Chronik weist außerdem auf den Flurnamen Judenfeld bei Haideck hin. Bei einem Pogrom in der Stadt Hof flohen 1515 Juden in das ländliche Umland, im Schwerpunkt auch nach Oberkotzau. In der Zeit des Fürstentums Kulmbach wurden 1560, sieben Jahre nach der Belagerung von Hof und dem nach Albrecht Alcibiades folgenden Interregnum Juden aus dem gesamten Gebiet vertrieben. Die Lörner-Chronik zitiert ein Urteil von 1620, aus dem hervorgeht, dass 120 Juden im Ort erschienen und in ein Streitgespräch mit dem Pfarrer Matthias Fröhlig verwickelt waren. Die jüdische Gemeinde soll Mitte des 17. Jahrhunderts aufgelöst worden sein. In der Zeit der NS-Diktatur sind einzelne Personenschicksale jüdischer Mitbürger bekannt. Das Porzellanfabrikantenehepaar Marcus und der Arzt Joachimczyk starben in Theresienstadt und Auschwitz.